# Abdessalam Jalloud
Abdessalam Jalloud (arabe : عبد السلام جلود), né le 15 décembre 1944 à Mizdah, est un militaire et homme politique libyen, Premier ministre de la République arabe libyenne entre le 16 juillet 1972 et le 2 mars 1977.

## Biographie
Abdessalam Jalloud était un ami proche de Mouammar Kadhafi depuis leur scolarité commune à l'école préparatoire de Sebha. Ils ont tous deux été admis à l'Académie militaire de Benghazi, où ils ont constitué le cœur du groupe d'officiers qui ont pris le pouvoir par un coup d'État le 1er septembre 1969. Jalloud devint un proche conseiller de Kadhafi, ainsi qu'un des douze membres du Conseil de commandement de la révolution. Il a par ailleurs été responsable du secteur pétrolier libyen. En septembre 1970, Jalloud réussit à imposer une hausse des prix du pétrole à toutes les entreprises opérant en Libye. Selon Andrew F. Ensor, qui participa aux négociations concernant les prix pétroliers au nom des sept plus grandes compagnies pétrolières, Jalloud garda un pistolet sur la table pour toute la durée des négociations.
En mars 1970, six mois après le coup d'Etat, Jalloud se rendit à Pékin dans l'espoir d'acquérir une bombe nucléaire au prix de 100 millions de dollars afin de « mettre un terme au conflit israélo-palestinien une bonne fois pour toutes » ; il se heurta cependant au refus net de Zhou Enlai, alors Premier ministre.
Considéré comme un tenant de la ligne dure en Libye, Jalloud fait office de bras droit de Kadhafi pendant plus de deux décennies. En janvier 1976, toujours premier ministre, il est élu secrétaire général du Congrès général du peuple, le nouveau parlement du pays, qui prépare le changement du régime en Jamahiriya. En mars 1977, il cesse d'être chef du gouvernement et secrétaire général du CGP, Kadhafi lui-même prenant ce dernier poste qui correspond désormais à la fonction de chef de l'État. Jalloud est ensuite notamment chargé de mettre sur pied les Comités révolutionnaires, qui fonctionnent comme une milice chargée du contrôle politique de la Jamahiriya arabe libyenne. Après plusieurs disputes avec Kadhafi, Jalloud est cependant écarté du pouvoir en août 1993,,.

## Insurrection libyenne de 2011
Le 19 août 2011, pendant la Guerre civile libyenne de 2011, Abdessalam Jalloud fuit la capitale Tripoli,; il se rend tout d'abord dans le territoire tenu par les rebelles, puis quitte la Libye pour la Tunisie, rejoignant ensuite l'Italie,.